# Virtus Entella
Virtus Entella, mais conhecido como Entella, é um clube de futebol italiano situado em Chiavari. Atualmente disputa a Série C, equivalente a terceira divisão da Itália. No fim da temporada 2013–14 o time conquistou de forma histórica o direito de disputar a Serie B 2014–2015 pela primeira vez. Na temporada 2025-26, irá disputar a Serie B novamente, pela sétima vez em sua história e após quatro anos de ausência.
O Entella está entre as 100 melhores equipes italianas de acordo com a tradizione sportiva, um ranking utilizado, principalmente, para repescagem nas três divisões profissionais da Itália e na distribuição dos direitos televisivos. Participou 69 vezes de campeonatos organizados em âmbito nacional, tendo como seu auge esportivo a disputa da segunda divisão italiana: a primeira vez em 1922 e depois em 2014, coincidindo com o ano de seu centenário. 
Fundado em 1914 sob o nome de Entella Foot-ball Club, em referência ao rio de mesmo nome, adotou a camisa biancoceleste com listras verticais desde sua primeira partida, substituindo-a por uma preta com um escudo biancoceleste entre 1920 e 1963, e por uma verde apenas na temporada 2002-03, após a revogação de sua afiliação à Federação Italiana de Futebol em 2001. O clube mudou de nome diversas vezes, também como resultado de fusões de empresas, e assumiu seu nome atual em 2005. Os Diavoli neri (Diabos negros, em tradução livre) - como são apelidados desde 1930 - manda seus jogos no Stadio Comunale Enrico Sannazzari desde 1935, atualmente com capacidade para 5 587 pessoas.
As maiores conquistas do clube são os dois títulos da terceira divisão: na temporada 2013-14 e na temporada 2018-19. Anteriormente, conquistou também os campeonatos da Serie D de 1959-60 e 1963-64, além dos campeonatos inter-regionais de 1957-58 e 1984-85.

## História
O Entella Foot-Ball Club foi fundado em Chiavari em 14 de março de 1914 por um grupo de jovens, incluindo Enrico Sannazzari. O clube adotou imediatamente as cores biancoceleste e se filiou à Federazione Italiana Giuoco Calcio, mas, por não ter uma campo regulamentado, limitou sua atividade a jogos amistosos disputados no campo de Piazza Roma, uma praça no centro de Chiavari. Em 1915, foi absorvido pela Società Ginnastica Pro Chiavari, se tornando sua "seção de futebol", voltando a ser um clube independente durante a Primeira Guerra Mundial. Em 1920, tendo adotado permanentemente o campo esportivo Corso Dante como sua sede, o clube começou a utilizar camisas de jogo pretas com um escudo biancoceleste e participou do seu primeiro campeonato Ligurian Promozione. Em 1922, sob a liderança do presidente Ugo Campana, alcançou o segundo escalão do futebol italiano, abandonando-o após apenas uma temporada e retornando aos campeonatos regionais.
Na década de 1920, o Entella contratou o técnico Ferenc Molnár por um curto período e teve a oportunidade de disputar amistosos com os dois clubes mais bem sucedidos da época: o Genoa em 1924 e o Pro Vercelli em 1925, além de fazer sua estreia na Coppa Italia. Entre 1927 e 1930, disputou três temporadas entre o terceiro e quarto escalão do futebol nacional e, em 1933, conquistou seu primeiro título regional - a Segunda Divisão da Ligúria - vencendo o play-off contra o Rivarolese no estádio Luigi Ferraris, em Gênova. Em 1935, inaugurou o campo esportivo Littorio e, já sob o nome de Associazione Calcio Entella, estava entre as equipes que participaram da primeira edição da Serie C.
O clube disputou oito temporadas consecutivas na terceira divisão, obtendo como melhor resultado um 5.º lugar no grupo C em 1935-36 e enfrentando em jogos-treino a seleção italiana.

## Cores e símbolos

### Cores

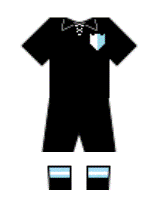
O uniforme adotado na década de 1920.

A tradicional camisa de jogo do clube é, desde 1914, quando foi ratificada pela primeira assembleia do clube após ser usada em jogos amistosos, com listras verticais brancas e azuis claras. Em 1920, percebendo a tendência do azul claro desbotar com a lavagem das camisas, o clube abandou as cores originais e opotou por um uniforme preto com o escudo branco e azul claro. Na temporada 1963-64, por conta dos cinquenta anos do clube, o Entella voltou a usar as camisas brancas e azuis com listras verticais. Nas décadas seguintes, os jogadores usaram diferentes variações do uniforme, mantendo sempre as cores originais, com exceção da temporada 2002-03 em que a camisa de jogo era verde.
A partir do pós-guerra, a equipe adotou um segundo uniforme com as cores branca e azul-celeste, enquanto a partir de 1963 a camisa preta e branca assumiu esse papel. A segunda camisa também foi produzida em cores diferentes ao longo do tempo, como a vermelha na temporada 1983-84. Desde de 2003, ela é permanentemente preta ou azul escura e, a partir de 2009, o clube possui um terceiro uniforme, alternadamente vermelho, amarelo ou cinza.

### Símbolos oficiais

#### Brasão

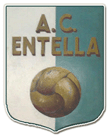
O brasão adotado pelo Entella em 1935.

O Entella adotou sua flâmula em 1924, por conta do décimo aniversário do clube. Desde 1935, o brasão consiste em um escudo samnita dividido, a primeira parte em branco e a segunda em azul claro, com as palavras "A.C. ENTELLA" em letras maiúsculas marrons em duas linhas em relevo, e a figura de uma bola de futebol de couro logo abaixo.

#### Hino
O hino oficial é, desde 2009, "Forza Entella!!!", composto por Luca Scherani e Fabrizio Pagliettini, cantada por Nicolò Pagliettini e os jogadores do time titular.

#### Mascote
O mascote do clube foi criado em 1930 pelo jornalista Dario Costa, que mais tarde se tornou presidente do clube. Inspirando-se na coluna L'araldica dei calci publicada no Guerin Sportivo, ele associou a figura de um diabo negro à equipe, que na época utilizava uniforme preto e branco. 

## Estruturas

### Estádio
Em 1914, o Entella disputou as suas primeiras partidas no campo da Piazza Roma, uma praça na cidade destinada a eventos (não exclusivamente desportivos). Era um campo de jogo que não podia ser aprovado pela Federação Italiana de Futebol e precisava ser montado e desmontado para cada partida.
Em 1915, após a fusão com a Società Ginnastica Pro Chiavari, mudou-se para o campo esportivo recém-criado no Corso Dante, inaugurando-o em 16 de maio do mesmo ano. Durante a Primeira Guerra Mundial, o campo foi temporariamente utilizado para outros fins e o Entella, que já havia voltado a ser um clube independente, voltou a jogar na Piazza Roma, antes de a abandonar definitivamente em 1919.
Portanto, o campo esportivo de Corso Dante, foi a casa do clube nas suas primeiras participações em campeonatos oficiais. Em 1925, a estrutura foi radicalmente reestruturada e em 1931 iniciou-se uma disputa com os Frades Menores, proprietários do terreno, que levou ao seu abandono dois anos mais tarde.
Em 1933, o Entella mudou-se para um campo provisório, instalado na periferia da via Damiano Chiesa, adquirido pela administração municipal para a construção de um novo campo, que foi denominado campo esportivo Littorio e cuja inauguração foi em 10 de março de 1935. Em 1941, a estrutura recebeu o nome de Paolo Dall'Orso, um tenente naval de Chiavaria que morreu no ano anterior no naufrágio do torpedeiro Ariel. A partir de 1945, passou a chamar-se stadio comunale. O local passou por inúmeras obras de remodelação ao longo do tempo e atualmente tem capacidade aprovada para 5.587 espectadores. Desde 1982, a estrada de acesso ao estádio leva o nome do partidário Aldo Gastaldi e, por este motivo, a estrutura é erroneamente chama de estádio Aldo Gastaldi.
Em 2025, o município de Chiavari decidiu nomear o estádio em homenagem a Enrico Sannazzari, o primeiro capitão biancoceleste.

### Centro de treinamento
O primeiro campo de treinamento da equipe foi um pedaço de terra próximo a Piazza Roma, local onde mais tarde surgiu a prisão da cidade. Desde a criação do campo esportivo no Corso Dante e também após a construção do stadio comunale, os Biancocelesti treinam nas mesmas instalações onde disputam os seus jogos em casa.
O Virtus Entella gere também, através de empresas dedicadas ao setor juvenil, dois centros de treinamento em uma propriedade em Chiavari: o centro esportivo "Franco Celeri" - que leva o nome de um antigo presidente da equipe e que apoiou a construção das primeiras instalações esportivas no local - e o centro esportivo "Angelo Daneri", situado no bairro Caperana. As duas estruturas são utilizadas pelas equipes juvenis do Entella

## Sociedade
Em 1914, o Entella constitui-se como uma "associazione", natureza jurídica que manteve ao longo do tempo, organizando-se em conselhos de administração cujos membros, na maioria dos casos, se demitiam ao final de cada ano esportivo, cobrindo as responsabilidade sociais com recursos pessoais. Em 1985, a equipe conseguiu o acesso à Serie C2 e o acesso ao futebol profissional: neste contexto, constituiu-se como uma "Società a responsabilità limitata", o qual foi declarado falido em 2001, após a revogação de sua filiação pela Federação Italiana de Futebol. Desde 2002, a natureza jurídica voltou a ser uma associazione, que foi novamente alterada para uma società a responsabilità limitata em 2010, após readmissão na Serie C. A Virtus Entella Srl está sujeita à gestão e coordenação da Duferco Industrial SA com sede em Luxemburgo, empresa que adquiriu 70% da ações do clube em 2019. Na época da compra, Antonio Gozzi era simultaneamente presidente da Virtus Entella e administrador e presidente da empresa Luxemburguesa. Desde 2020, Gozzi foi sucedido no comando da empresa pelo genôves Paolo Foti.
Desde 1985, a sede está localizada na via Aldo Gastaldi 22, dentro do stadio comunale. No passado, teve sua sede em diferentes locais da cidade.
Em 2015, o Tribunal de Génova confirmou o direito da Virtus Entella Srl de usar o nome "Entella", rejeitando o pedido de uso exclusivo feito pelo presidente de um clube de futebol da Terza Categoria, que desde 2003 utilizava o nome de Entella Chiavaria 1914.
Em 2019 a empresa, atráves de um acordo de colaboração com a Bragno Beach Soccer, fundou o Virtus Entella Beach Soccer, que participou em uma edição do campeonato da Serie A. Em 2020, registrou uma equipe feminina - que jogava partidas em casa no estádio municipal de Leivi - no campeonato Excellence. A equipe foi substituída na temporada seguinte por uma empresa independente chamada Associazione Calcio DIlettantistico Entella, ligada ao Virtus Entella por uma relação de colaboração.

## Difusão na cultura de massa
Quatro obras literárias foram dedicadas à história do Entella: Entella 50 em 1964, a história em quadrinhos Quei colori biancocelesti em 2013, 100 anni biancocelesti em 2014 e 110 anni di emozioni em 2024. Também de carácter histórico, mas referente a uma única década, é o livro Anche a Chiavari si può de 2017, enquanto um capítulo da obra narrativa Lo psiconauta de 2013 é dedicado à frequência da torcida organizada do time. 

## Títulos
- Supercopa da Série C: 2025
- Campeonato Italiano - Serie C: 2024-25 (Grupo B), 2018-19 (Grupo A)